# Дідьє Креттенанд
Дідьє Креттенанд (нім. Didier Crettenand, нар. 24 лютого 1986, Боверньє) — швейцарський футболіст, що грав на позиції півзахисника.
Виступав, зокрема, за клуб «Сьйон», а також молодіжну збірну Швейцарії.

## Клубна кар'єра
У дорослому футболі дебютував 2003 року виступами за команду «Сьйон», в якій провів три сезони, взявши участь у 35 матчах другого дивізіону чемпіонату Швейцарії, після чого протягом сезону 2006/07 років захищав кольори клубу «Лозанна».
2008 року Креттенанд повернувся у «Сьйон», з яким дебютував у вищому дивізіоні. Цього разу відіграв за команду зі Сьйона наступні п'ять сезонів своєї ігрової кар'єри, взявши участь у 89 іграх і забив 5 голів. З командою тричі ставав володарем Кубка Швейцарії.
Після цього протягом 2013—2015 років захищав кольори клубу «Серветт».
У лютому 2015 року перейшов у американський клуб «Оріндж Каунті» з USL, за яку виступав протягом 2015—2016 років, після чого завершив кар'єру.

## Виступи за збірну
Протягом 2006—2008 років залучався до складу молодіжної збірної Швейцарії. На молодіжному рівні зіграв у 7 офіційних матчах.

## Статистика виступів

### Статистика клубних виступів
| Сезон             | Команда           | Чемпіонат         | Чемпіонат | Чемпіонат | Національний кубок | Національний кубок | Національний кубок | Континентальні кубки | Континентальні кубки | Континентальні кубки | Інші змагання | Інші змагання | Інші змагання | Усього | Усього |
| Сезон             | Команда           | Ліга              | Ігор      | Голів     | Ліга               | Ігор               | Голів              | Ліга                 | Ігор                 | Голів                | Ліга          | Ігор          | Голів         | Ігор   | Голів  |
| ----------------- | ----------------- | ----------------- | --------- | --------- | ------------------ | ------------------ | ------------------ | -------------------- | -------------------- | -------------------- | ------------- | ------------- | ------------- | ------ | ------ |
| 2003–04           | «Сьйон»           | ЧЛ (ІІ)           | 3         | 0         | КШ                 | ?                  | ?                  | -                    | -                    | -                    | -             | -             | -             | ?      | ?      |
| 2004–05           | «Сьйон»           | ЧЛ (ІІ)           | 10        | 1         | КШ                 | ?                  | ?                  | -                    | -                    | -                    | -             | -             | -             | ?      | ?      |
| 2005–06           | «Сьйон»           | ЧЛ (ІІ)           | 22        | 1         | КШ                 | ?                  | ?                  | -                    | -                    | -                    | -             | -             | -             | ?      | ?      |
| 2006–07           | «Лозанна»         | ЧЛ (ІІ)           | 24        | 1         | КШ                 | ?                  | ?                  | -                    | -                    | -                    | -             | -             | -             | ?      | ?      |
| 2007–08           | «Сьйон»           | СЛ                | 5         | 1         | КШ                 | ?                  | ?                  | -                    | -                    | -                    | -             | -             | -             | ?      | ?      |
| 2008–09           | «Сьйон»           | СЛ                | 21        | 1         | КШ                 | ?                  | ?                  | -                    | -                    | -                    | -             | -             | -             | ?      | ?      |
| 2009–10           | «Сьйон»           | СЛ                | 11        | 0         | КШ                 | ?                  | ?                  | -                    | -                    | -                    | -             | -             | -             | ?      | ?      |
| Усього за «Сьйон» | Усього за «Сьйон» | Усього за «Сьйон» | 72        | 5         |                    | ?                  | ?                  |                      | -                    | -                    |               |               |               | ?      | ?      |
| Усього за кар'єру | Усього за кар'єру | Усього за кар'єру | 96        | 6         |                    | ?                  | ?                  |                      |                      |                      |               |               |               | ?      | ?      |

## Досягнення
- Володар Кубка Швейцарії (13): 2005/06, 2008/09, 2010/11